# أوليفر شرينر
أوليفر شرينر (بالإنجليزية: Oliver Schreiner)‏ هو قاضي ومحامي جنوب أفريقي، ولد في 29 ديسمبر 1890 في كيب تاون في جنوب أفريقيا، وتوفي في 27 يوليو 1980.